# Háború Gyermekei Segélyakció
A Háború Gyermekei Segélyakció az Magyar Afrika Társaság (AHU) a Kongói Demokratikus Köztársaságba indított misszióinak közös elnevezése. Az akció keretén belül az Egyesület magyar orvosokból álló csoportokat küld az ország polgárháború által sújtott keleti térségébe, Észak-Kivu tartományba. A segélyakcióhoz olyan ismert magyar személyiségek is nevüket és arcukat adták, mint Vujity Tvrtko, Falusi Mariann és Fábry Sándor.
Az AHU által küldött orvosok naponta átlagosan 150-200, összesen 8000 személyt vizsgáltak meg és részesítettek egészségügyi ellátásban. A legtöbb ember bélférgesség, rühesség, szemgyulladás, malária, TBC, illetve AIDS által okozott tünetekkel kereste fel az önkénteseket. A gyermekek esetében a leggyakoribb probléma a láz, alultápláltság és a köhögés volt.
A negyedik misszió önkéntes orvosai 2009. október 15-én érkeztek haza, de már előkészítés alatt van az ötödik csoport indítása is. 

## Galéria

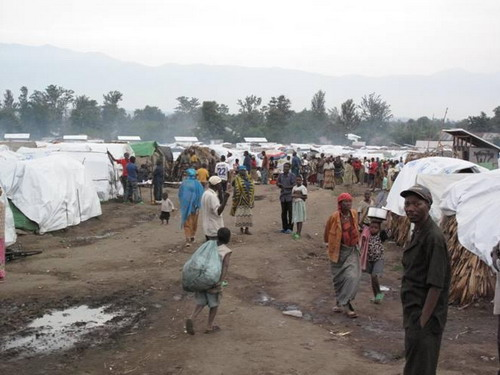
Menekülttábor Kiwanjában
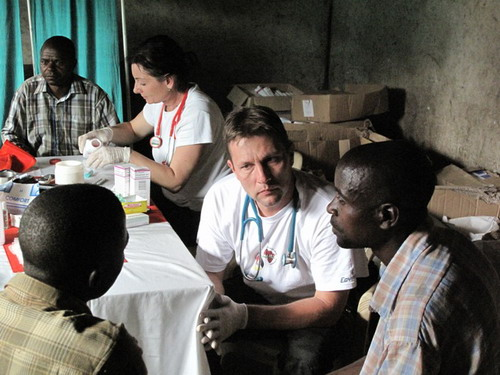
Dr. Kurpé László és Dr. Juhász Ágnes, az első misszió orvosai
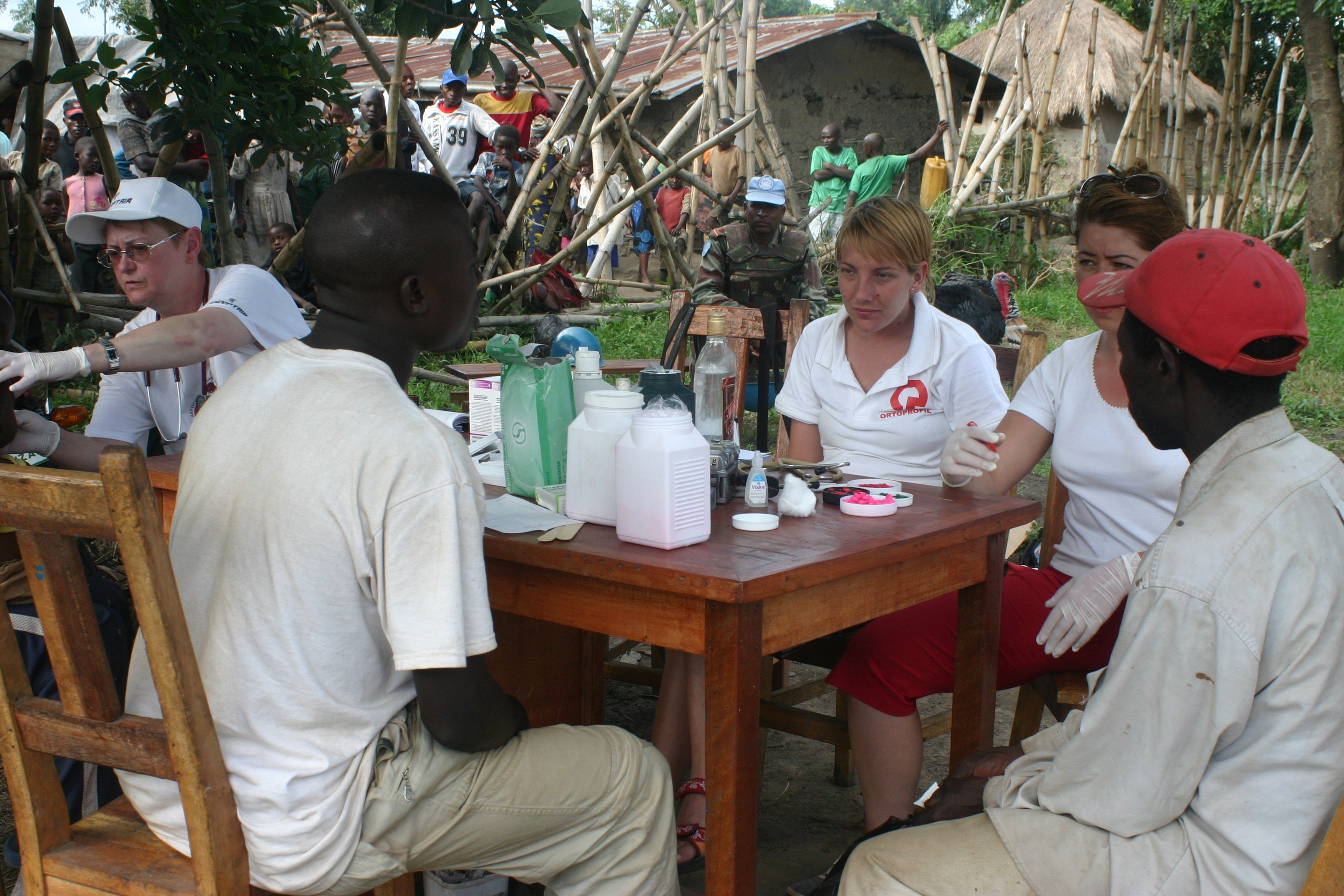
Dr. Pezderka Gyöngyvér, Szerbin Judit, Dr. Csák Enikő Kiwanjában (második misszió)
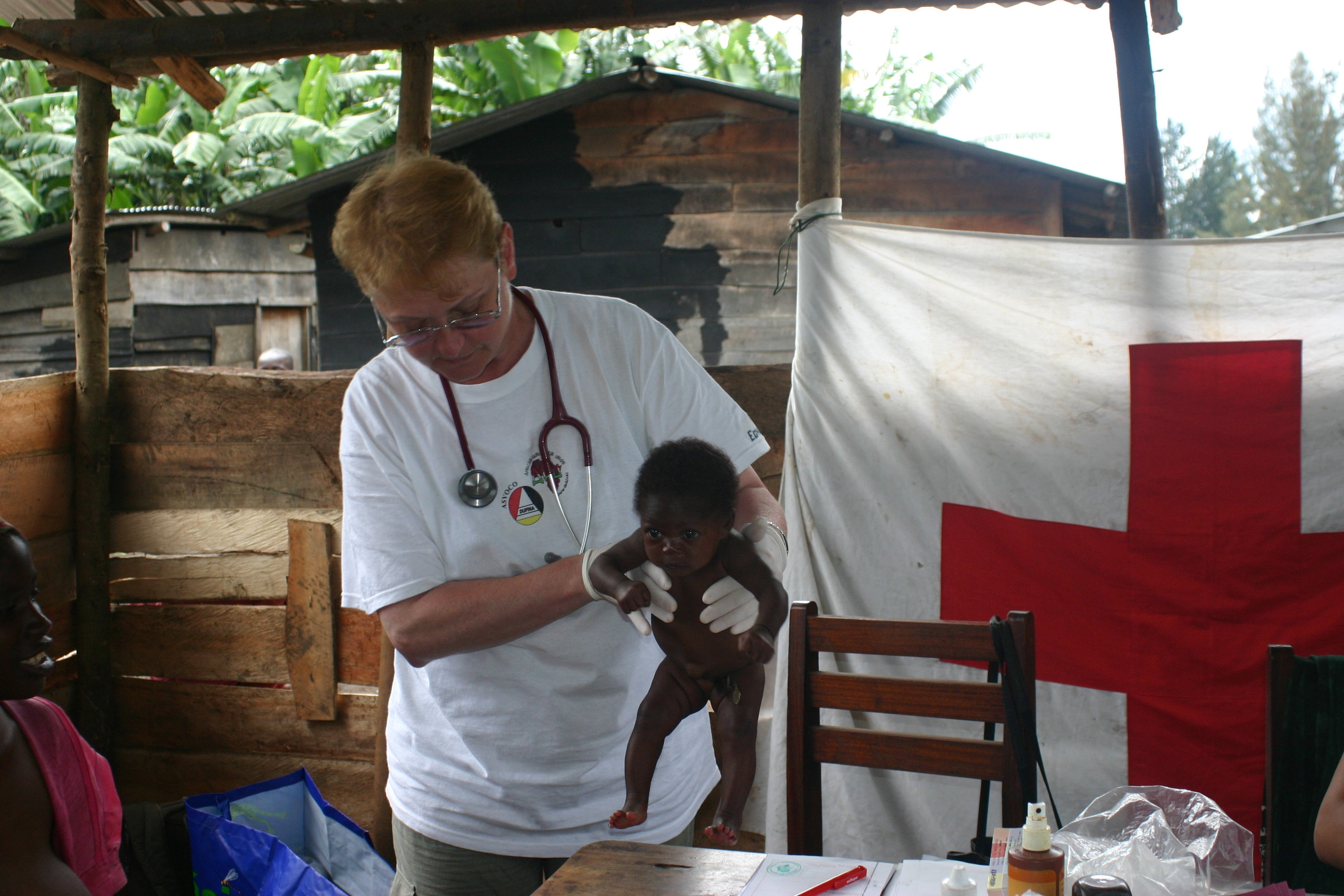
Dr. Pezderka Gyöngyvér (második misszió)
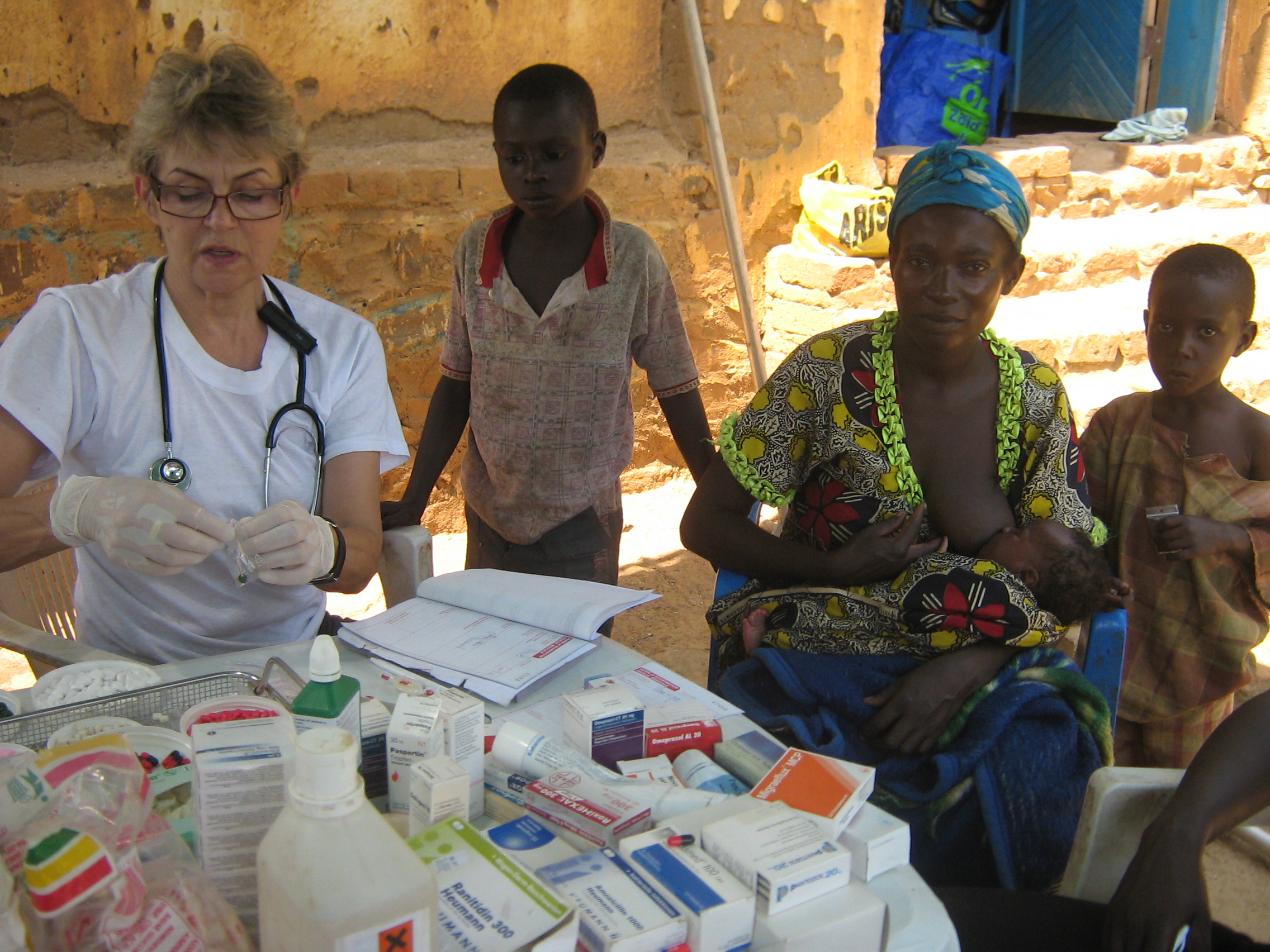
Dr. Pongrácz Mária (harmadik misszió)
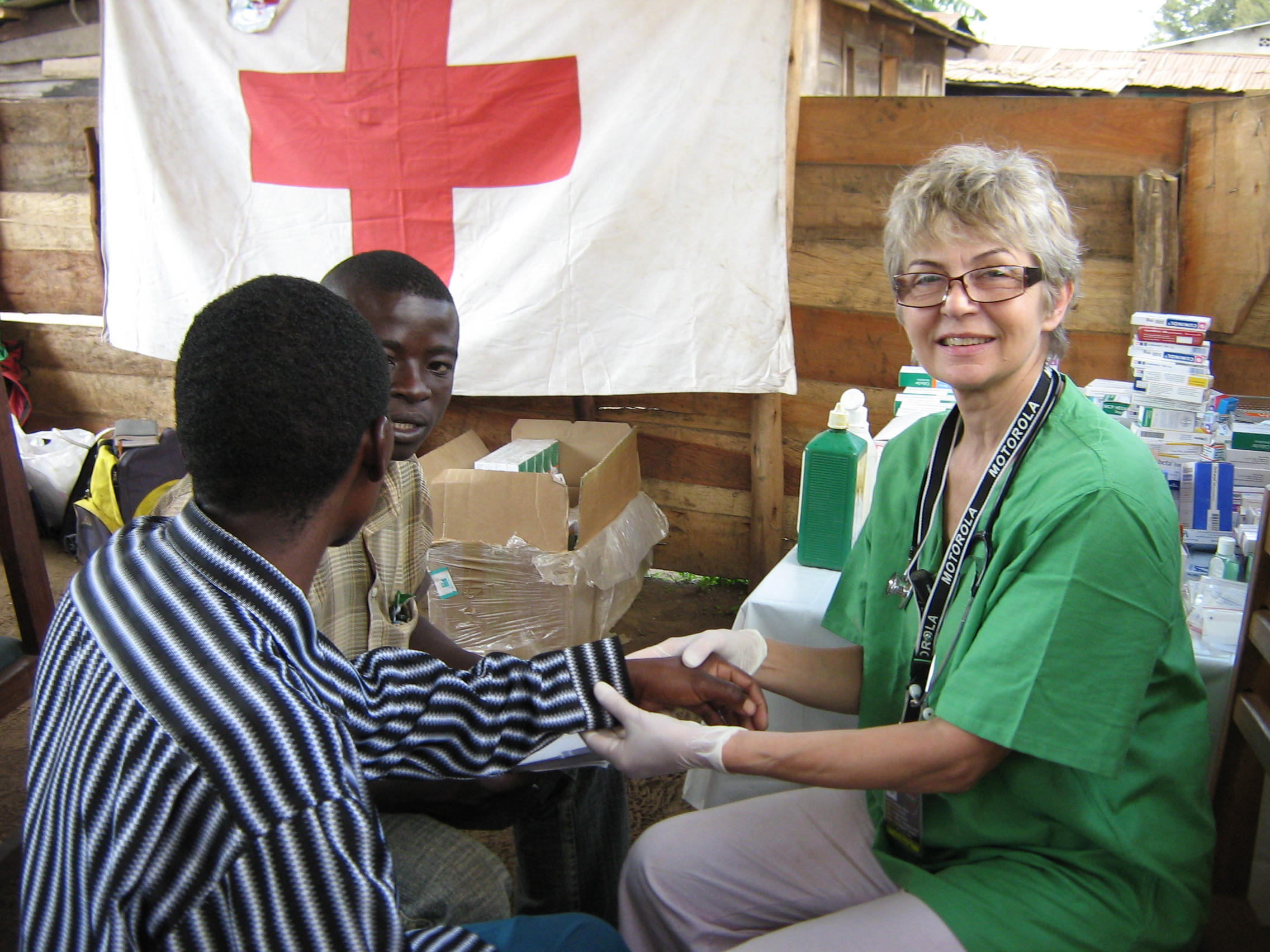
Dr. Pongrácz Mária (harmadik misszió)

## Külső hivatkozások
- Afrikai-Magyar Egyesület hivatalos honlapja
- A 4. orvosi misszió hivatalos honlapja